# Pot de fleurs
Pour les articles homonymes, voir pot (récipient).

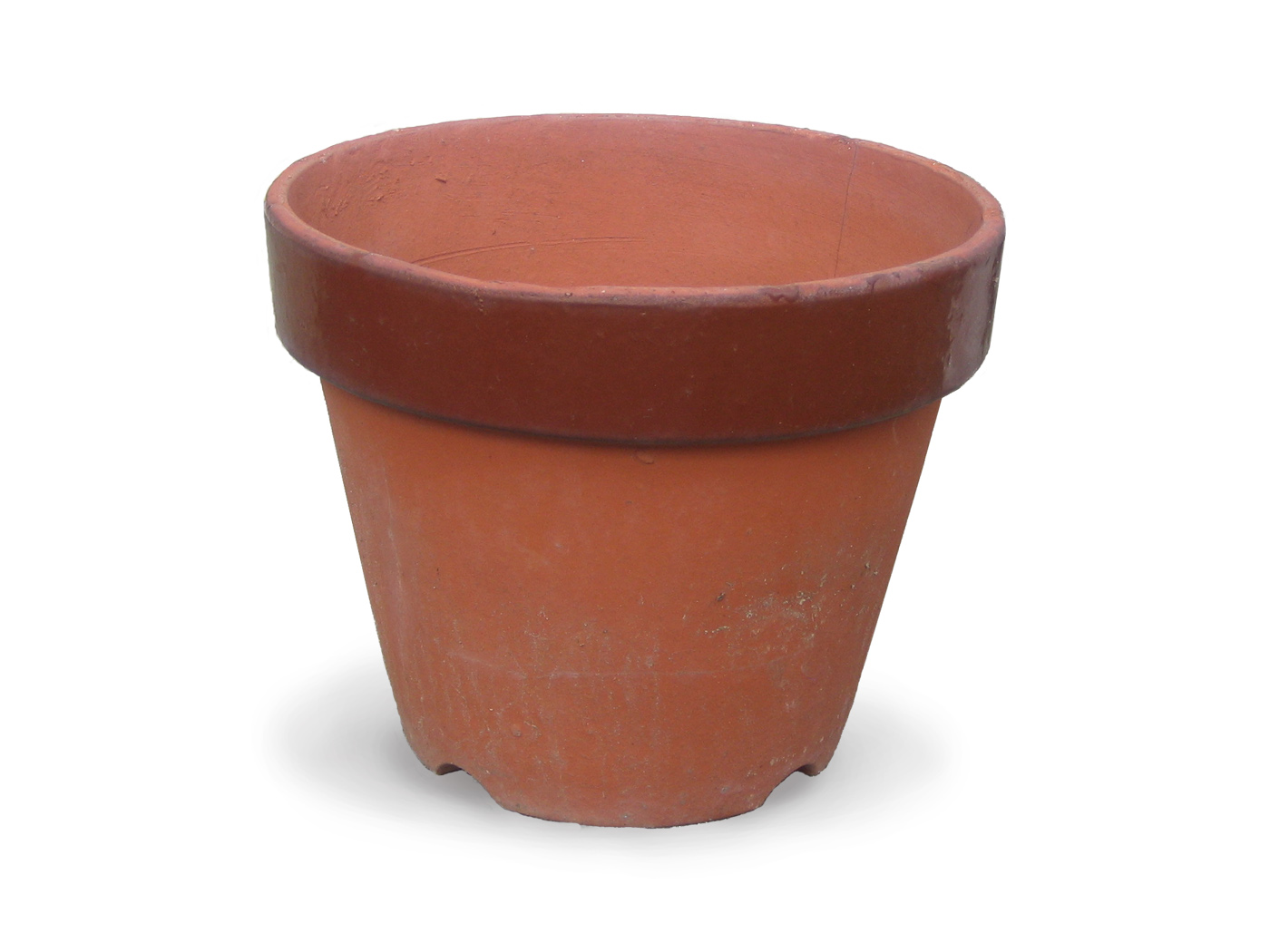
Un pot de fleurs vide traditionnel, en terre cuite.

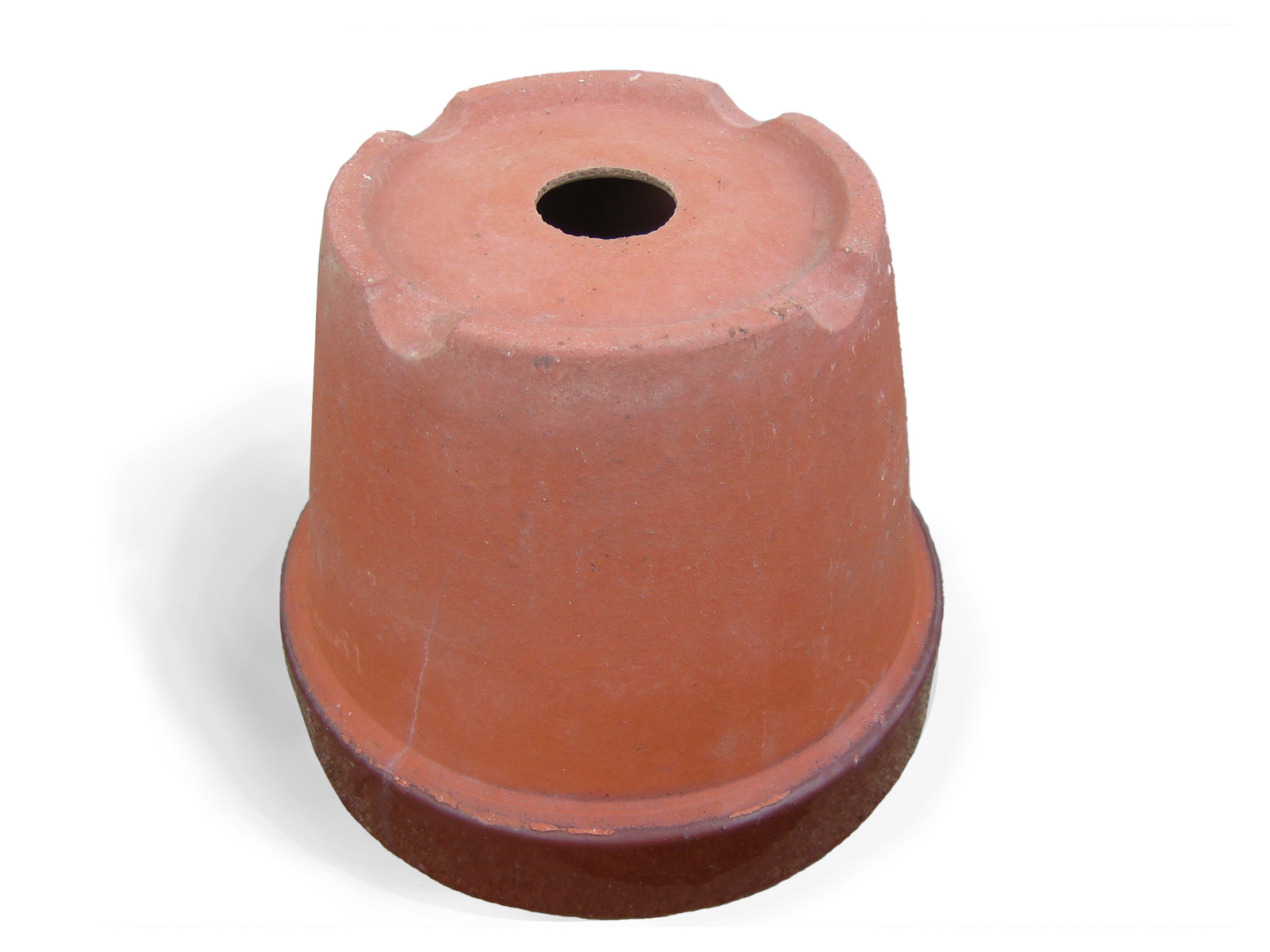
Pot de fleurs retourné, montrant le dispositif de drainage.

Un pot de fleurs, ou pot horticole, est un récipient dans lequel on cultive des plantes. Les pots de fleurs sont aussi utilisés pour forcer et blanchir certains légumes. L'intérêt de la culture en pot est de rendre la plante facile à transporter et à mettre à l'abri, notamment du gel, mais aussi de contrôler les plantes envahissantes et permettre l'horticulture sans jardin, notamment les plantes d'intérieur.

## Histoire

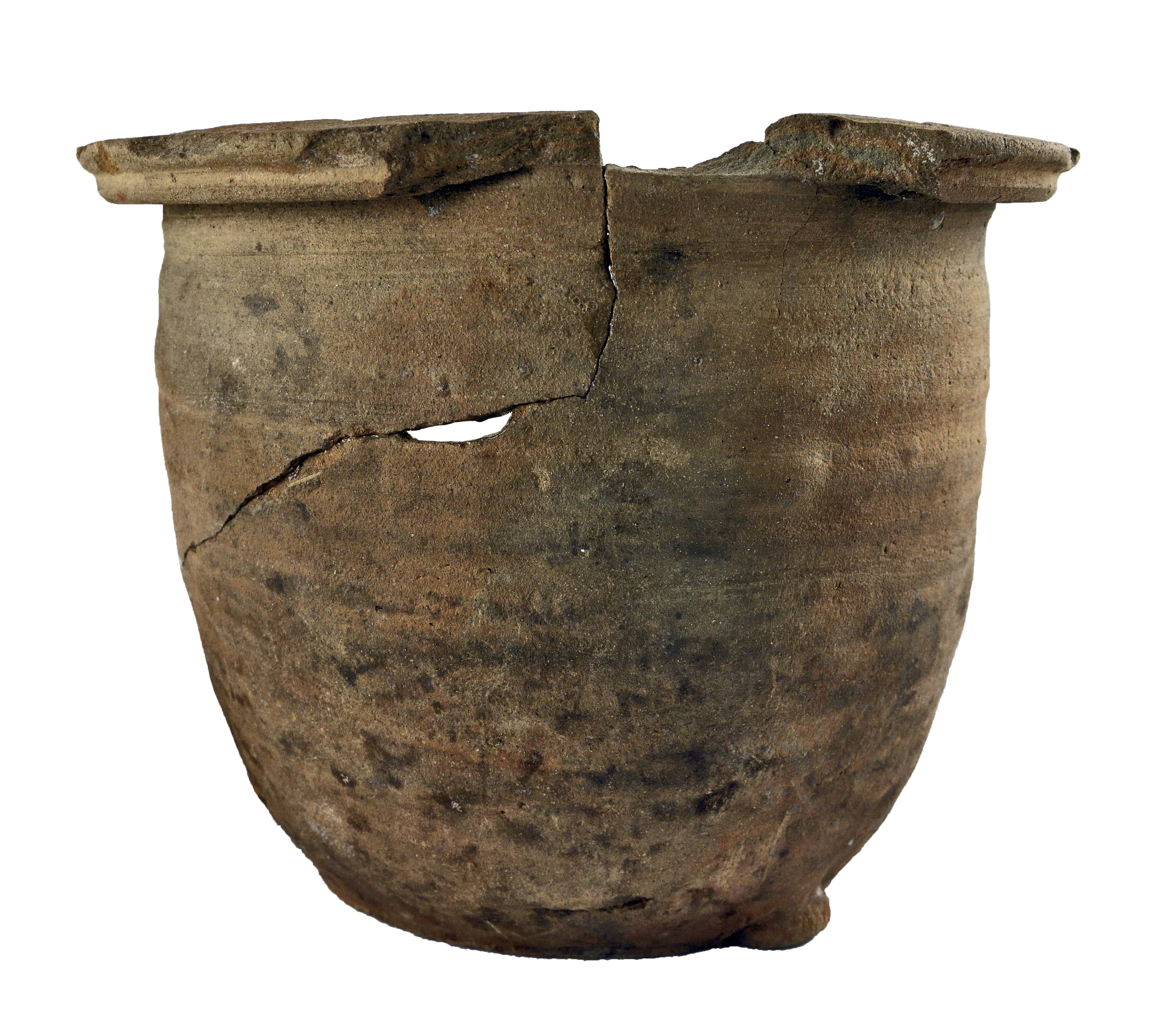
Pot de fleurs médiéval, en céramique d'argile rouge. Bruges, vers 1450-1600.

Les pots horticoles remontent aux origines du jardinage, c'est-à-dire au Néolithique. Ils sont fréquents[réf. nécessaire] dans les jardins de l'Antiquité.

## Utilisation
Les pots de fleurs et jardinières permettent ainsi de cultiver des plantes hors de leur milieu naturel, dans un substrat leur convenant et un contenant mobile, pour leur assurer des conditions de températures ou de pluviométrie optimales.

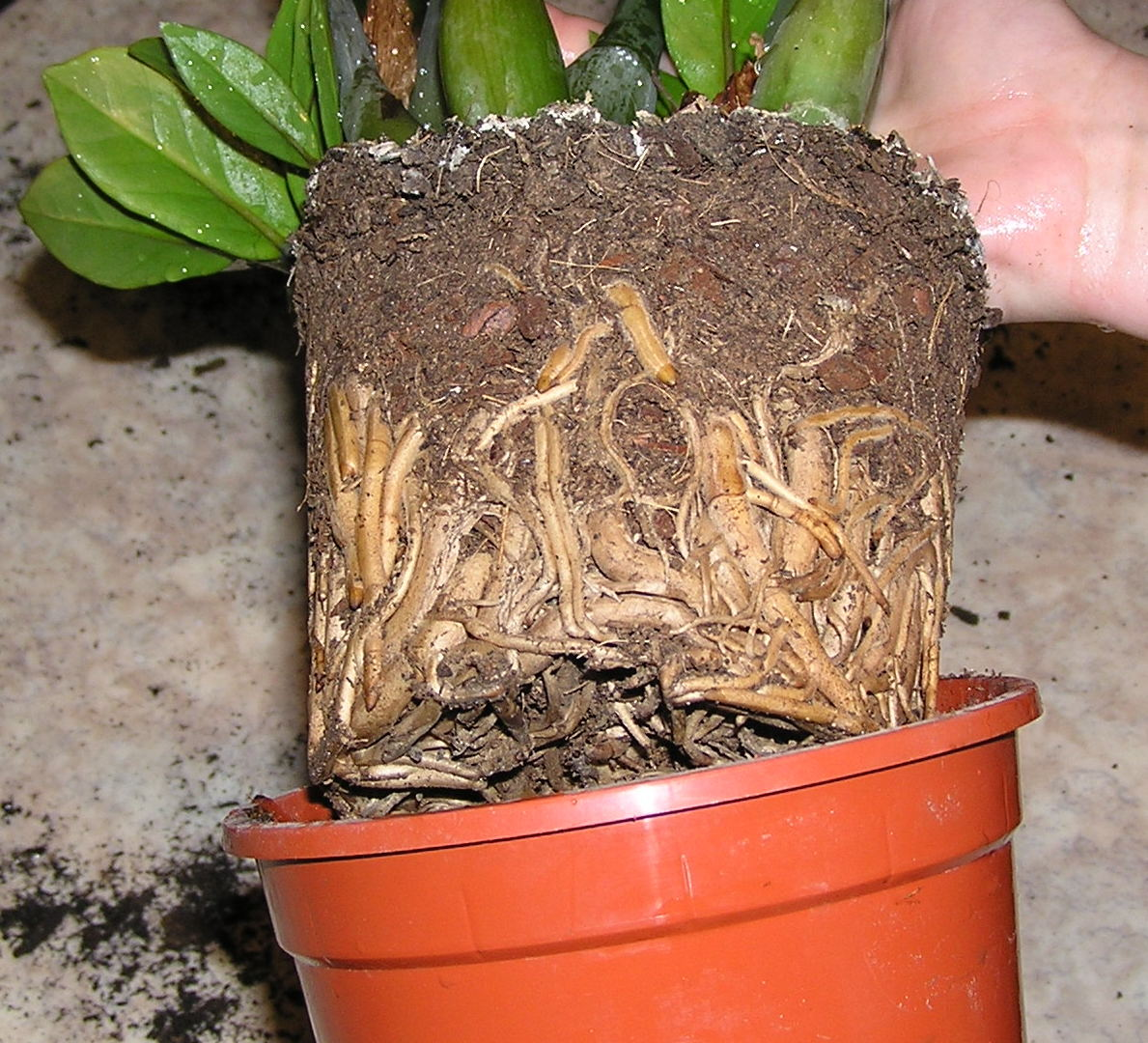
Racines à « plein pot ».

De nombreuses plantes tropicales sont ainsi cultivée en pot, de même que certaines plantes comestibles, potagères, aromatiques ou fruitières.
Le pot de fleurs et sa plante peuvent être placés dans le sol ou hors du sol. Il est souvent posé sur une soucoupe ou dans un cache-pot décoratif, dépourvus de trou afin de retenir l'eau qui s'écoule.
Au fur et à mesure de la croissance des plantes, le pot doit être changé ou la motte divisée. L'opération s'appelle le rempotage. L'inconvénient de la culture en pot est qu'avec le temps les racines de la plante s'entremêlent et tapissent les parois, ce qui entraîne un mauvais développement de la plante, voire sa mort à moyen terme. L'avantage, à l'inverse, est de contenir les racines des plantes envahissantes, en les isolant du terrain.
Un pot de fleur retourné peut aussi faire office de cloche pour blanchir les salades ou les rhubarbes (il existe des cloches à rhubarbe en terre cuite, de forme plus haute avec un couvercle amovible).

## Matériaux

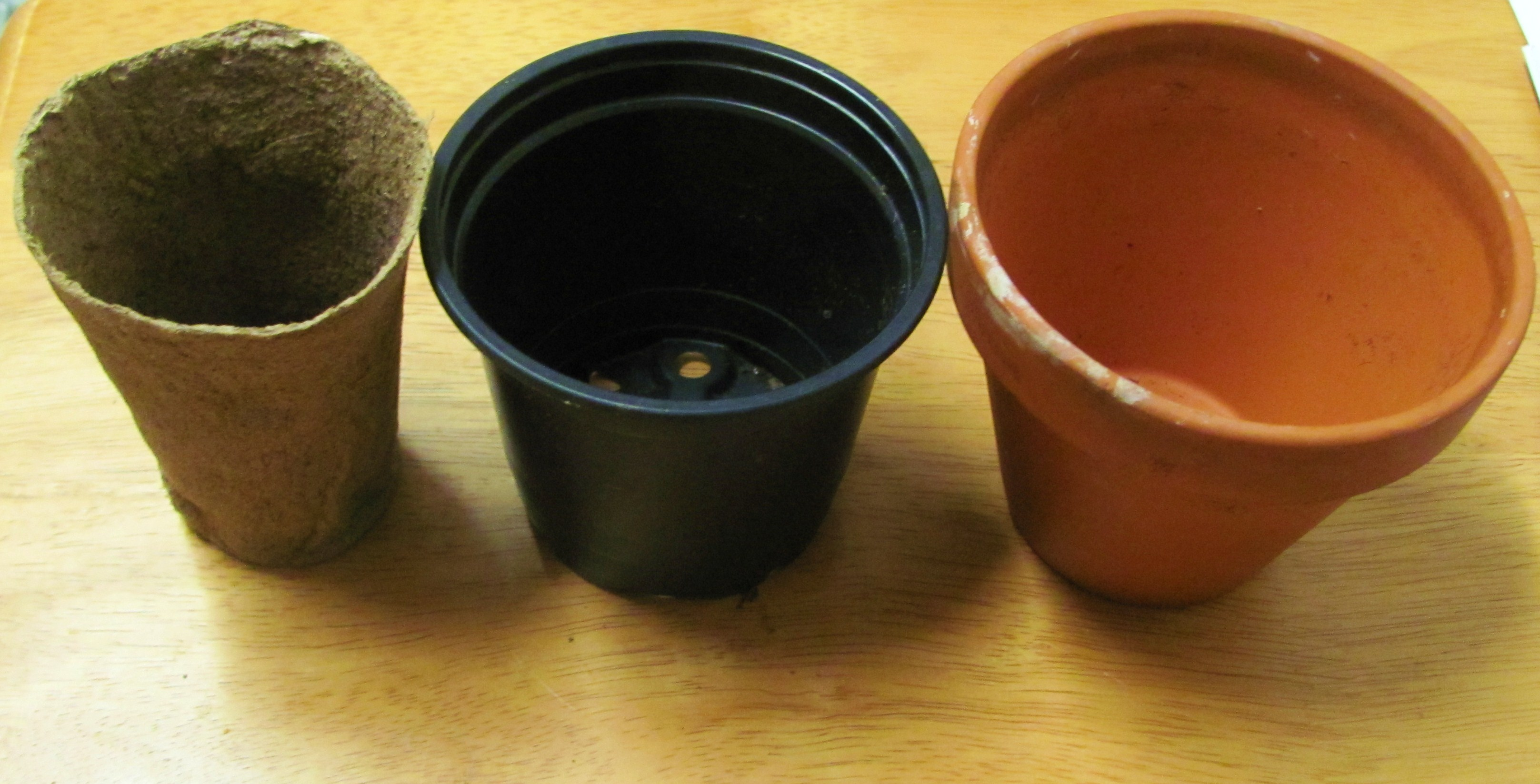
Pots en tourbe, en plastique et en céramique

Le pot de fleurs est traditionnellement en terre cuite naturelle, un matériau qui a l'avantage d'être à la fois poreux et peu coûteux. Les pots vernissés ou en grès sont étanches à l'eau et à l'air, mais résistent mieux au gel.
Plus économique, moins fragile et plus légère, la plastique tend à remplacer la céramique pour les usages courants. En Afrique, dans les pépinières de production de plants, on utilise souvent de petits sacs en polyéthylène pour en faire des pots très économiques.
Le pot de fleurs peut aussi être en pierre, en ciment, en fibre de verre, en bois, en géotextile , etc.
Les pots en tourbe ou en textile biodégradables peuvent être plantés en terre où ils seront décomposés sur place. 
Les pots horticoles peuvent être colorés dans la masse ou décorés. Les couleurs foncées amplifient les extrêmes de température, ce qui peut être préjudiciable aux plantes[réf. nécessaire].

## Drainage
Le pot est généralement percé au fond, d'un ou plusieurs trous, pour permettre l’évacuation de l'excès d'eau d’arrosage (drainage), et on le place le plus souvent sur une soucoupe pour contenir l'eau en excédent. Disposer des tessons de terre cuite, des billes d'argiles ou du gravier au fond du pot permet d'isoler les racines de l'eau stagnant dans la soucoupe, qui risquerait de les asphyxier. Cette pratique traditionnelle est toutefois remise en cause par ceux qui estiment que placer les gros matériaux dans le fond empêche au contraire le surplus d'eau de s'écouler, à l'inverse de ce qui se fait pour les bonzaïs. Tout dépend surtout du type de culture et du mode d'arrosage.
Le trou de drainage des pots horticoles romains était sur le côté du pot. Le fond du pot faisait office de réservoir d'eau et il était vraisemblablement rempli de cailloux.
Certains pots horticoles modernes sont également dotés d'une réserve d'eau située dans un compartiment séparé de la terre par un filtre, pour garder les racines de la plante bien aérées, tels les pots Riviera.
En intérieur, il est toutefois possible de cultiver dans des récipients non troués certaines plantes peu exigeantes en eau, comme les succulentes, moyennant une planification soigneuse des arrosages.

## Formes

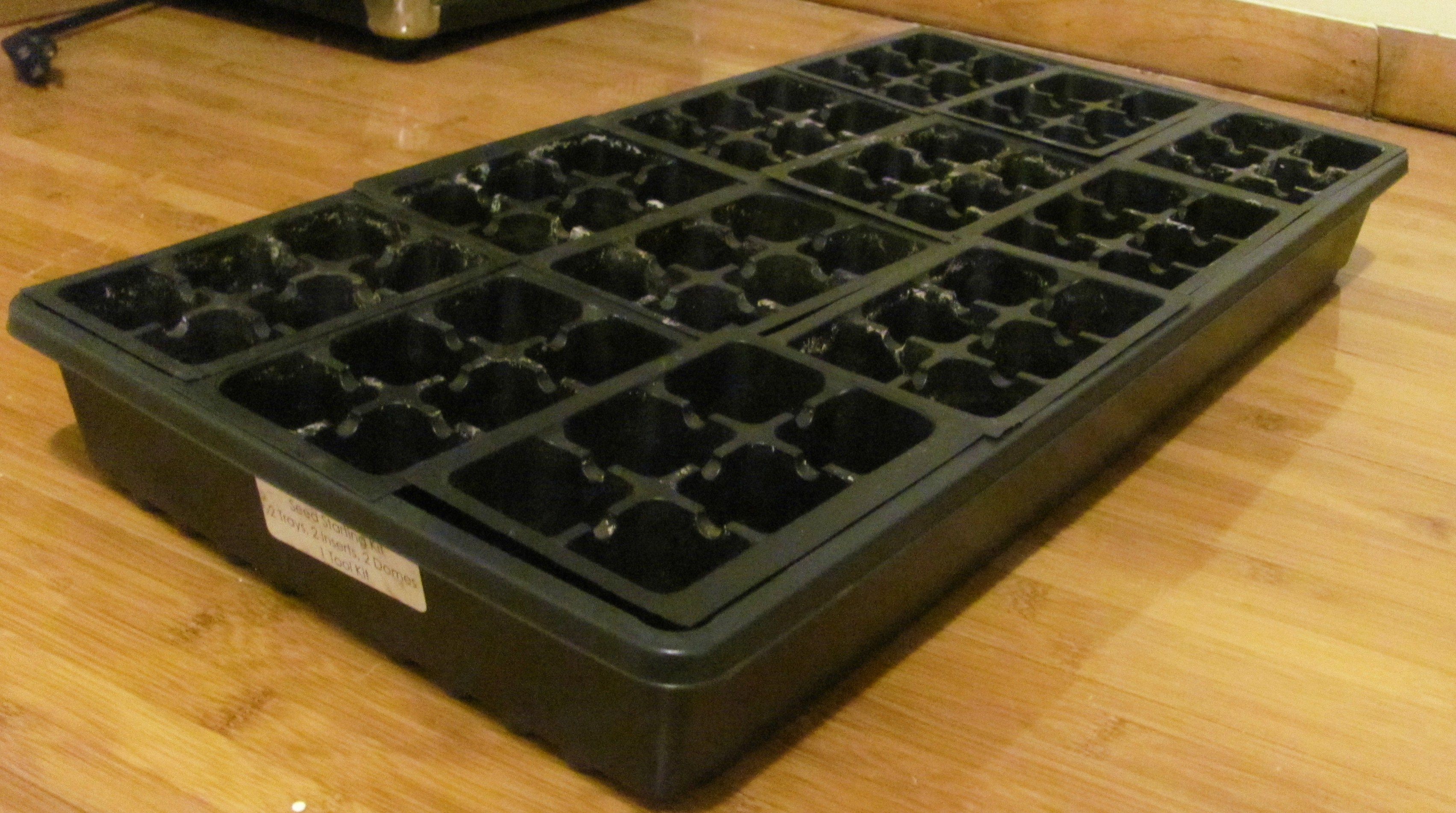
Pots à semis, en barquettes de plastique

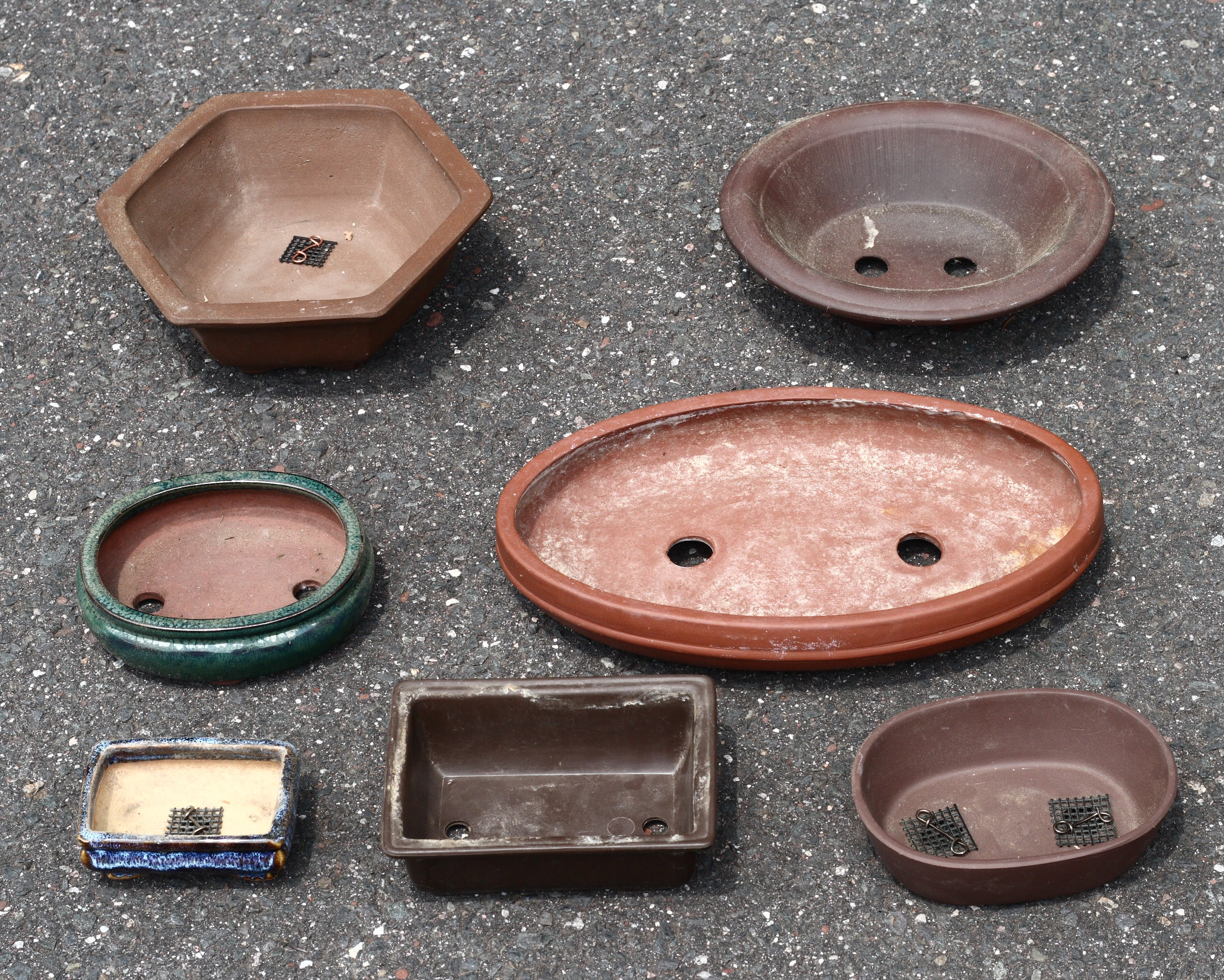
Assortiment de pots à bonzaïs

Il en existe de toutes tailles, du dé à coudre aux énormes pots arboricoles, couramment utilisés notamment pour les agrumes d'orangerie.
Certaines formes sont adaptées à une culture particulière : pots à semis en barquettes, pots très bas à bonzaïs, pots à parois perforées destinés aux bulbes ou aux fraisiers, etc.
On appelle persillère un pot destiné à cultiver du persil.
Pour éviter le phénomène de « chignon » au niveau des racines, l'INRA a créé un pot appelé WM qui doit son nom à l'aspect de chaque côté du pot (un W et un M). La présence de ces angles à l'intérieur du pot permet d'éviter aux racines de tourner en rond dans le pot.

## Recyclage

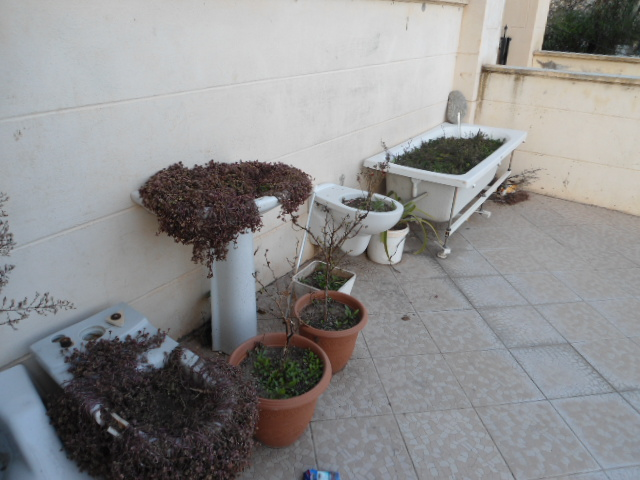
Recyclage de sanitaires en pots de fleurs

On peut aussi recycler de nombreux récipients susceptibles de contenir de la terre à condition d'avoir un système de drainage approprié.

## Aspects culturels

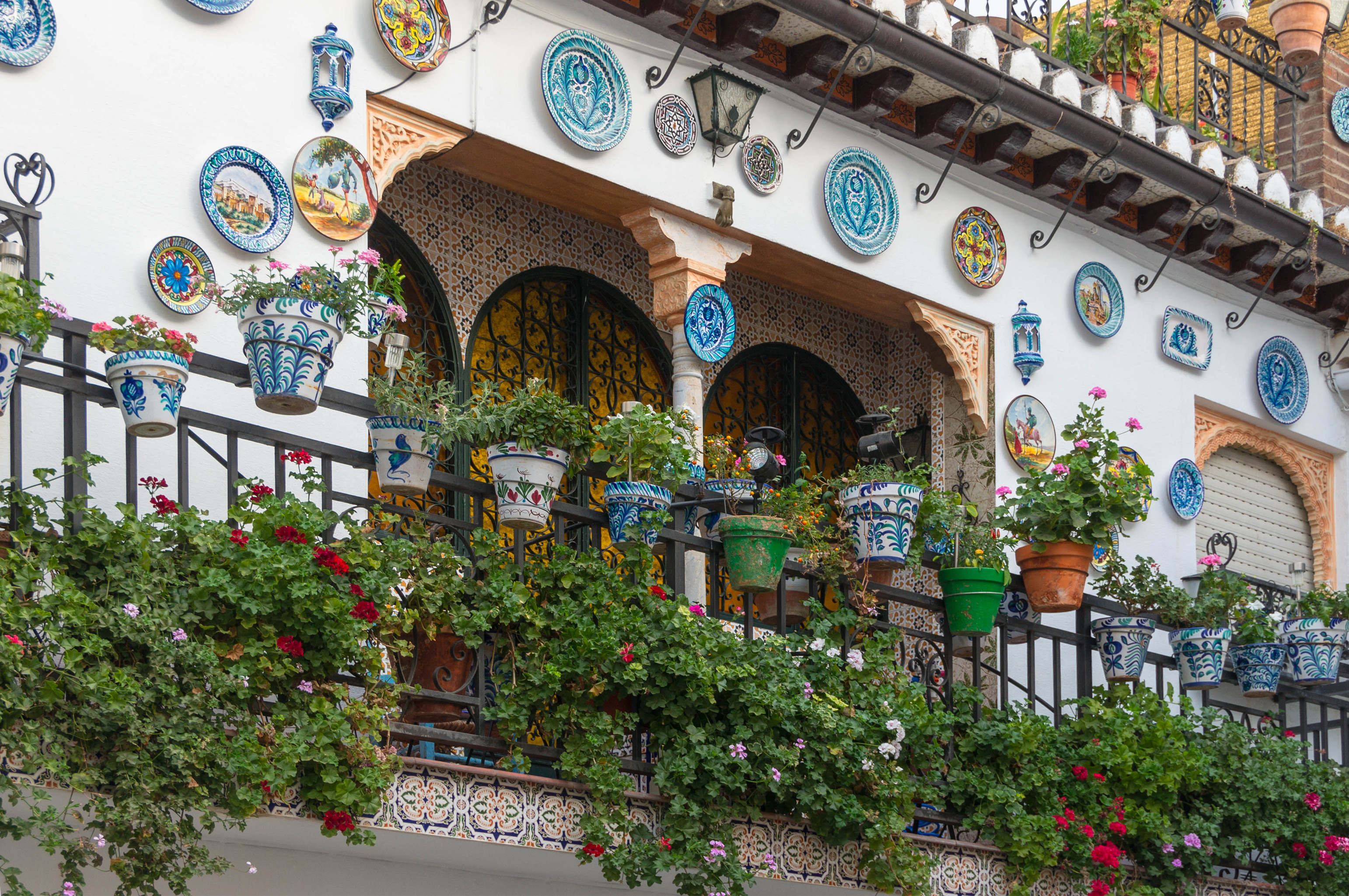
Façade de maison décorée d'assiettes et pots de fleurs en céramique émaillée, Grenade
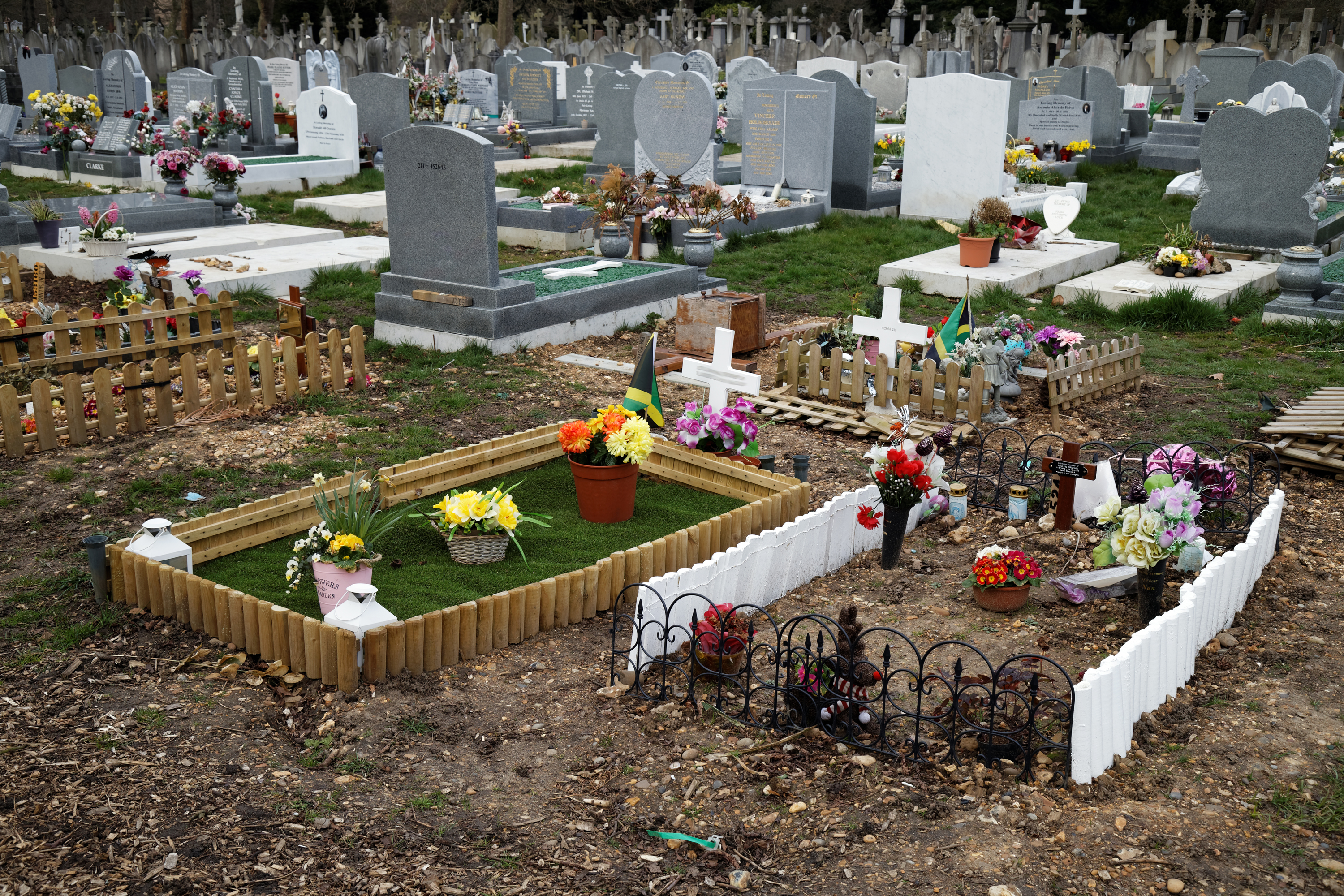
Pots de fleurs dans un cimetière, Londres (Grande-Bretagne)
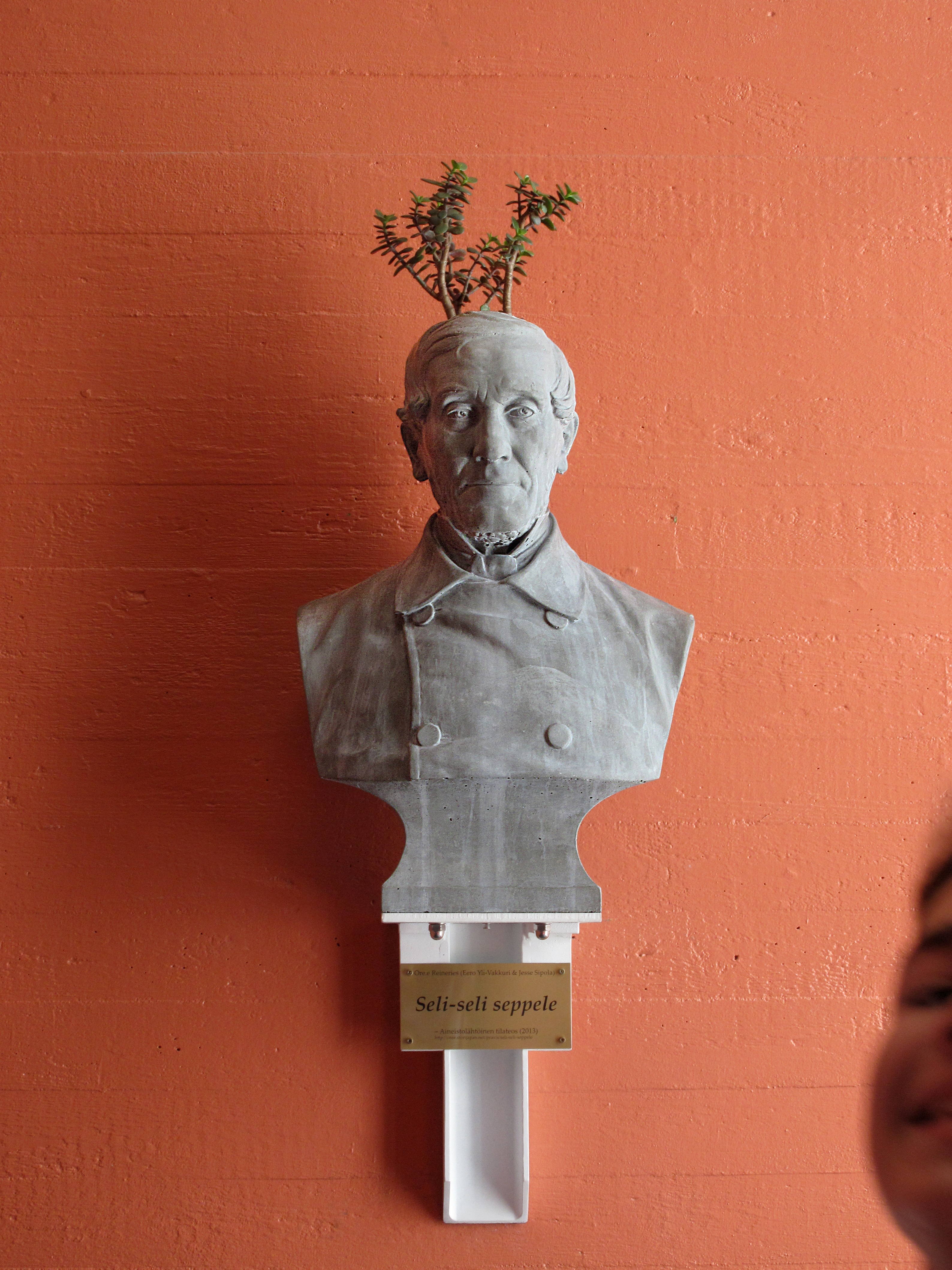
Buste transformé en pot de fleurs. 2013.
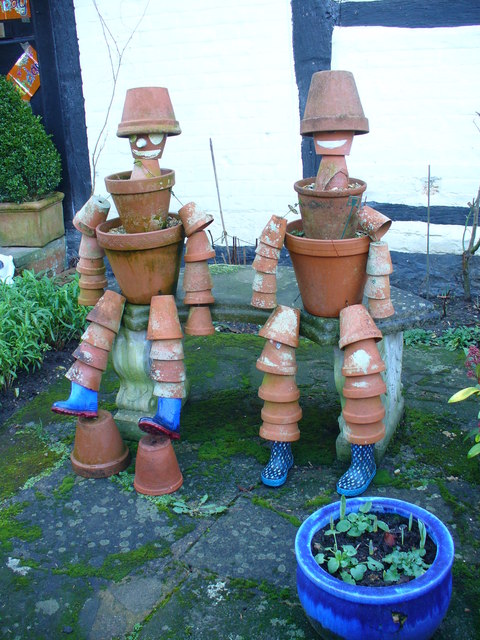
Sculptures en pots de fleurs.
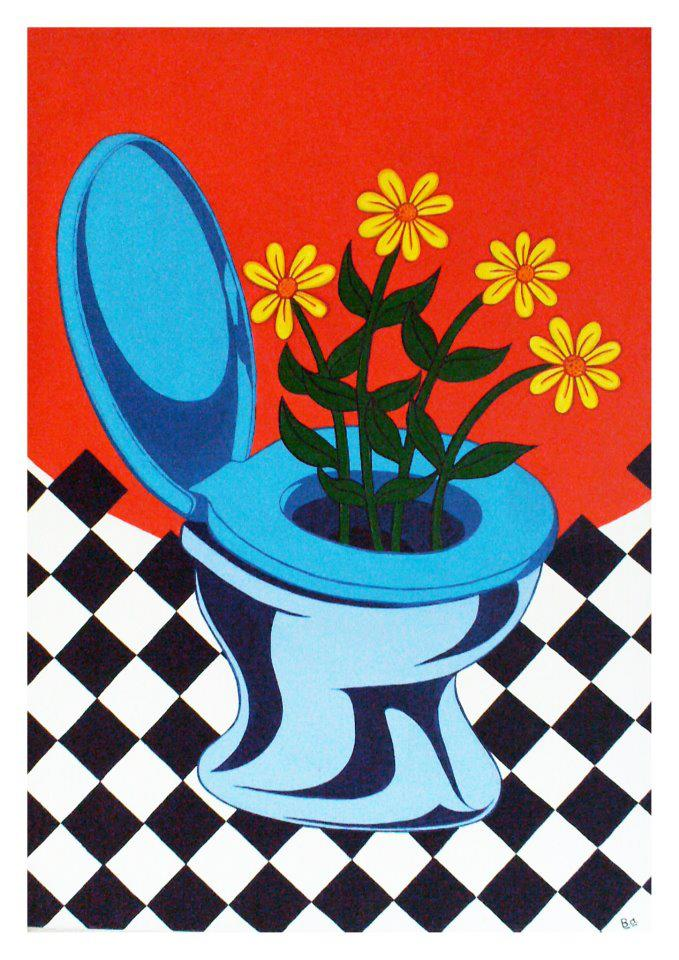